# Kulturní relativismus
Kulturní relativismus je teoreticko-metodologický přístup v rámci výzkumu kulturních jevů, při kterém se vychází z předpokladu, že jednotlivé kultury jsou jedinečnými a neopakovatelnými sociokulturními systémy, které lze popsat a pochopit pouze v kontextu jejich vlastních hodnot, norem a idejí. Protipólem kulturního relativismu je etnocentrismus, přístup kriticky hodnotící ostatní kultury pouze dle svých vlastních měřítek. Pojmy kulturní relativismus a etnocentrismus spadají do oblasti kulturní a sociální antropologie.
Koncepce kulturního relativismu se zformovala počátkem 20. století jakožto opozice k evolucionistické doktríně evropocentrismu. 
Kulturní relativismus byl v antropologii nastolen jako dogma antropologem Franzem Boasem v roce 1896, kdy tuto myšlenku poprvé otevřel ve svém článku „The limitations of the Comparative Method of Anthropology.“ V té době se mínění o světě a chování lidí lišilo od člověka k člověku. V každé kultuře se uznávají jiné hodnoty. Kulturní relativismus připouští, že jiné kultury jsou rovnocenné jako ta člověku vlastní a chápe, že pro hluboké pochopení jiných kultur je důležité nahlížet na ně objektivně, čili nezaujatě, a z pohledu nikoli svého, ale jejích vlastních příslušníků. Každá kultura je jedinečný fenomén a je potřeba ji studovat pouze v kontextu jejích vlastních norem, hodnot a idejí. Podstatou kulturního relativismu je respektování hodnot odlišné kultury, porozumění, tolerance a odpoutání se od předsudků.
Franz Boas byl jednou z nejvlivnějších a nejdůležitějších postav v dějinách antropologie. Věnoval se především studiu kultur severoamerických indiánských kmenů. Byl jedním z prvních odpůrců tehdejších ve společnosti převažujících myšlenek o nadřazenosti západní civilizace a posuzování ostatních společností jako méně vyvinutých. Jeho spisy na toto téma byly dokonce páleny nacisty.

## Problémy kulturního relativismu
Přístup kulturního relativismu přichází s mnohými morálními riziky. V mnohých případech totiž dochází k tomu, že na ostatní kultury nahlíží s takovou tolerancí, že jim promíjí až morálně nepřijatelné věci. Často se jedná o závažná témata ohrožující například lidské zdraví či životy či lidskou důstojnost a je tak sporné, zda zakročit či k problematice přihlížet co nejméně zaujatě a s tolerancí. Jako příklad může sloužit ženská obřízka, kterou uvádí i Anthony Giddens ve své knize Sociologie.
V některých afrických zemích je ženská obřízka stále prováděným rituálem, který je tradicí a součástí života ženy. Problém ale nastává, pokud se střetnou dva pohledy na věc, dva rozdílné kulturní přístupy. To se děje například ve Francii, kde žije velká skupina afrických přistěhovalců. Ti chtějí své tradice dodržovat a ženskou obřízku provádí dále, ačkoliv se jedná o životu velmi nebezpečný rituál, při kterém jsou ženy často doživotně zmrzačeny. Kvůli jejich vykonávání již bylo tak mnoho z nich odsouzeno dle francouzského práva.
Jako další příklady střetu dvou rozdílných pohledů na sociokulturní normalitu, je možné uvést například kanibalismus (pojídání lidského masa) či infanticida (zabíjení dětí ze strachu, že je nebude možno uživit). V takových případech již vyvstává otázka, zda by k takovým jevům mělo být přistupováno s kulturně relativistickým a tolerantním přístupem, či zda by měly být odsouzeny jako nemorální a neetické. Ne vždy se ale musí jednat o takto extrémní příklady jiných kulturních zvyklostí – například otázka zákazu nošení muslimských šátků ve školách či podřízené postavení žen v islámských zemích.

## Etnocentrismus
Opačným přístupem ke kulturnímu relativismus je etnocentrismus, který nadřazuje kulturu vlastní skupiny nad kultury jiných skupin a hodnotí ji jako jedinou správnou. Poměřuje jiné kultury dle vlastního měřítka. Odlišnosti jiných společenství hodnotí jako odchylky od optimálního stavu, tzn. vše, co je v rozporu s měřítky dané své vlastní kultury, je považováno za špatné.
Tento pojem poprvé v souvislosti s antropologií a sociologií uvedl William Graham Sumner, první profesor sociologie vůbec. Etnocentrismus je společně s rasismem, xenofobií či antisemitismem považován za jeden z příkladů negativních předsudků a je základní složkou všech forem nacionalistických ideologií jako například fašismu nebo nacismu.

## Evolucionismus
Kromě etnocentrismu se kulturní relativismus vymezuje také proti evolucionismu. Evolucionismus je představa, že dějiny lidstva jsou pouze jedny. Tato představa stojí naproti pluralistické koncepci dějin, která říká, že jednotlivé kultury se vyvíjí odděleně a svým vlastním směrem a mohou tak nabývat nesrovnatelných podob. Evolucionismus ale vyzdvihuje euroamerickou kulturu jako tu nejvyšší, ke které všechny ostatní směřují a pokud jejího vývojového stádia ještě nedosáhly, pokládá je za nižší a opožděné.